# 埃尔比格纳尔普
埃尔比格纳尔普是奥地利蒂罗尔州罗伊特县的一个市镇。总面积33.09平方公里，总人口841人，人口密度25.4人/平方公里（2005年）。